# (13058) Alfredstevens
(13058) Alfredstevens est un astéroïde de la ceinture principale.

## Description
(13058) Alfredstevens est un astéroïde de la ceinture principale. Il fut découvert le 19 novembre 1990 à La Silla par Eric Walter Elst. Il présente une orbite caractérisée par un demi-grand axe de 2,36 UA, une excentricité de 0,12 et une inclinaison de 6,1° par rapport à l'écliptique.

## Compléments